# Новгородский 10-й драгунский полк
10-й драгунский Новгородский Его Величества Короля Вюртембергского полк, 
с 26 июня 1914 года наименован — 10-й драгунский Новгородский полк — кавалерийская воинская часть Русской императорской армии. С 27 июля 1875 года входил в состав 10-й кавалерийской дивизии.
Старшинство — 10 мая 1701 года. Полковой праздник — День Воскресения Господня.

## Места дислокации
На 1820 год — город Обоянь Курской губернии. Полк входил в состав 3-й кирасирской дивизии.

## История
Черниговский драгунский полк
- ??.07.1701 — драгунский полковника Шеншина полк
- 10.09.1702 — драгунский полковника Зыбина полк
- ??.05.1703 — драгунский подполковника Ахматова полк
- ??.10.1706 — Казанский драгунский полк
- 25.06.1841 — драгунский Его Высочества принца Эмилия Гессенского полк
- 18.09.1856 — из 5-го — 8-го и 10-го эскадронов драгунского Его Высочества принца Эмилия Гессенского сформирован Черниговский драгунский полк в составе 4-х действующих и 2-х резервных эскадронов. Дано старшинство с 10.05.1701 г., на гербы и пуговицы № 10. (Выс. пр., 2ПСЗ, XXXI, 30966)

Новгородский кирасирский полк
- 12.10.1811 — генерал-майором Кноррингом сформирован в Пирятине Новгородский Кирасирский полк из чинов, выделенных полками: Глуховским, Орденским и Малороссийским кирасирскими, Ингерманландским, Каргопольским, Оренбургским, Черниговским, Иркутским, Сибирским, Харьковским, Новороссийским и Киевским драгунскими, Сумским, Павлоградским, Мариуполским и Ахтырским гусарскими и рекрутов. Приборное сукно установлено розовое, пуговицы белого металла.
- 20.11.1811 — Пожалованы штандарты образца 1803 года: один белый и четыре зеленых.
- ??.12.1812 — Приведен в состав шести действующих и одного запасного эскадронов.
- 13.04.1813 — Пожалованы Георгиевские серебряные трубы с надписью: «За отличіе при пораженіи и изгнаніи непріятеля изъ предђловъ Россіи 1812 года».
- 04.11.1814 — Оставлено только три цветных штандарта.
- 11.03.1816 — Установлено старшинство с 1811 года.
- ??.09.1820 — отделен кадр из сводного и запасного эскадронов, для последующей оседлости полка в Херсонской губ.
- 17.04.1821 — Присвоено приборное сукно малиновое, пуговицы жёлтого металла.
- 26.07.1821 — Установлена вороная и тёмно-бурая масти лошадей.
- 05.05.1827 — Приведён в состав 6 действующих, 3 резервных и 3 поселённых эскадронов.
- 26.12.1829 — Присвоен № 8.
- 08.05.1832 — Кирасирский Её Императорского Высочества Великой Княгини Елены Павловны полк
- 21.03.1833 — Приведён в состав 8 действующих и одного резервного эскадронов.
- 03.04.1834 — 3-му и 4-му дивизионам выданы штандарты образца 1827 года зелёного цвета с малиновыми углами и золотым шитьем.
- 23.03.1835 — Приведён в состав 6 действующих и одного резервного эскадрона. Установлена вороная масть лошадей. Эскадроны 3-го дивизиона направлены как резервные в Волынский уланский и Александрийский гусарский полки. В полку оставлены штандарты 1-го, 2-го и 4-го дивизионов.
- 25.06 1838 — Всем дивизионам пожалованы скобы на древки штандартов с надписью: «1811. Новгородскій Кирасирскій полкъ. 1838. Новгородскаго Кирасирскаго полка 1-го дивизіона».
- 23.12.1841 — Упразднён резервный эскадрон.
- 19.03.1857 — Новгородский кирасирский Ея Императорского Высочества Великой Княгини Елены Павловны полк.
- 30.11.1857 — Кадрирован. В мирное время на службе оставлен только один дивизион.

Новгородский драгунский полк
- 14.05.1860 — к Черниговскому драгунскому полку присоединен штандартный взвод Новгородского кирасирского полка. Назван Новгородским драгунским Её Императорского Высочества Великой Княжны Елены Павловны полком (пр. в.м. № 121).
- 25.03.1864 — 10-й драгунский Новгородский Её Императорского Высочества  Великой Княгини Елены Павловны полк.
- 16.01.1873 — 10-й драгунский Новгородский Его Королевского Высочества Принца Вильгельма Вюртембергского полк.
- 27.07.1875 — резервный эскадрон переименован в запасный эскадрон (пр. во в.в. № 202).
- 18.08.1882 — 28-й драгунский Новгородский Его Королевского Высочества Принца Вильгельма Виртембергского полк.
- 11.08.1883 — полк приведен в состав 6-ти эскадронов. Запасный эскадрон обращен в отделение кадра № 10 кавалерийского запаса (пр. по в.в. № 197).
- 06.10.1891 — 28-й драгунский Новгородский Его Величества Короля Вюртембергского полк (Выс. пр.), в составе 10-й кавдивизии.
- 12.09.1895 — выделен один эскадрон на формирование 49-го драгунского Архангелогородского полка. Взамен сформирован новый эскадрон (Выс. пр. от 3.12.1895)
- 06.12.1907 — 10-й драгунский Новгородский Короля Вюртембергского полк.
- 26.07.1914 — 10-й драгунский Новгородский полк.
- ??.??.1918 — полк расформирован («украинизирован»).

## Знаки отличия
- 22 георгиевские трубы с надписью: «За отличие при поражении и изгнании неприятеля из пределов России в 1812 году». Пожалованы 13.04.1813 г. Новгородскому кирасирскому полку (ПСЗ, XXXVI, 35791).
- Полковой штандарт простой с надписью: «1701—1901». С Александровской юбилейной лентой. Пожалован к 200-летию полка (10.05.1901 г.) (Выс. пр.).
- Полковой знак утвержден 19 декабря 1911. Знак имеет форму золотой кирасы с черным государственным гербом времен Петра I в центре. На груди орла герб г. Новгорода (на серебряном поле два черных медведя поддерживают золотое кресло с красной подушкой. На подушке поставлены крестообразно скипетр и крест; над креслом золотой трехсвечник с горящими свечами. В нижней части герба на лазоревом поле две серебряные рыбы). Внизу на кирасе вензеля: слева — Петра I, справа — Николая II. Над кирасой золотая корона с юбилейной знаменной лентой (красная с белой полосой по краю). На ленте юбилейные даты: «1701—1901».

## Шефы
Шефы или почётные командиры:
- 12.10.1811 — 06.08.1812[~ 1] — генерал-майор Кнорринг, Отто Фёдорович
- 15.07.1813 — 01.09.1814 — генерал-майор Левашов, Василий Васильевич
- 08.05.1832 — 16.01.1873 — великая княгиня Елена Павловна (Фредерика Вюртембергская)
- 16.01.1873 — 26.07.1914 — король Вюртембергский Вильгельм II

## Командиры
- 12.10.1811 — 15.07.1813[~ 2] — полковник (с 02.02.1813 генерал-майор) Соковнин, Борис Сергеевич
  - 26.08.1812 — 05.11.1812[~ 3] — командующий полковник Филатьев, Александр Иванович
- 15.07.1813 — 05.03.1814 — полковник (с 15.09.1813 генерал-майор) Масалов (Мосолов), Фёдор Иванович
- 05.03.1814 — 28.01.1816 — полковник Фитингоф, Антон Максимович
- 28.03.1820 — 27.02.1824 — полковник Васильчиков, Николай Иванович
- 14.05.1824 — 06.12.1830 — полковник барон Пилар фон Пильхау, Карл Фёдорович
- 06.12.1830 — 29.06.1831[~ 4] — полковник барон Засс, Отто Егорович
- 12.09.1831 — 25.06.1833 — флигель-адъютант полковник Гринвальд, Родион Егорович
- 01.07.1833 — 04.05.1839 — полковник (с 26.03.1839 генерал-майор) барон Фитингоф, Иван Андреевич
- 04.05.1839 — 17.12.1843 — полковник (с 08.09.1843 генерал-майор) Пущин, Пётр Павлович
- 22.12.1843 — 11.04.1848 — полковник (с 06.12.1847 генерал-майор) Берг, Роман Борисович
- 11.04.1848 — 25.02.1858 — полковник (с 19.04.1853 генерал-майор) Брандт, Василий Сергеевич
- Гудима
- хх.хх.хххх — 10.11.1863 — полковник Червонный, Андрей Ефимович
- 10.11.1863 — 14.03.1867 — полковник Терпелевский, Константин Евгениевич
- 14.03.1867 — 18.11.1869 — полковник граф Протасов-Бахметев, Николай Алексеевич
- 18.11.1869 — 22.02.1876 — полковник Коханов, Василий Аполлонович
- 22.02.1876 — хх.хх.1880 — полковник фон Тюмен, Генрих Германович
- 28.05.1880 — 24.08.1884 — полковник Щукин, Фёдор Андреевич
- 03.09.1884 — 16.03.1886 — полковник Максимович, Константин Клавдиевич
- 16.03.1886 — 10.05.1888 — полковник Рынкевич, Ефим Ефимович
- 10.05.1888 — 17.10.1891 — полковник Квитницкий, Эраст Ксенофонтович
- 01.11.1891 — 03.05.1897 — полковник Зандер, Эмилий Яковлевич
- 04.05.1897 — 09.01.1900 — полковник Багговут, Николай Николаевич
- 24.02.1900 — 18.07.1905 — полковник Загорский, Леонид Клементьевич
- 17.09.1905 — 27.12.1911 — полковник Яниковский, Иван Адольфович[2]
- 11.01.1912 — 01.04.1914 — полковник Алахвердов, Александр Романович
- 01.04.1914 — 07.01.1916 — полковник Клевцов, Николай Матвеевич
- 24.01.1916 — 09.05.1917 — полковник Прохоров, Сергей Дмитриевич
- 19.05.1917 — после 12.1917 — полковник Казаков, Николай Александрович

## Боевые действия
- 1812 г. — Отечественная война: в составе 2-й кирасирской дивизии
- 24.08.1812 г. — в бою при Шевардино участвовал в ночной атаке на кавалерию французского маршала Мюрата
- 26.08.1812 г. — в Бородинском сражении находился позади Багратионовских флешей, в 8 утра во время 3-й атаки маршала Нея, атаковал французов и опрокинул кавалерийскую бригаду Брюеру. Затем участвовал в отражении еще 2-х атак Нея
- 05.11.1812 гг. — участвовал в сражении под Красным, где отличился при атаке гвардейских вольтижеров у с. Уварово
- 1813 — 1815 гг. — Заграничные походы: в составе 3-й кирасирской дивизии участвовал в сражениях при Люцене, Бауцене, Дрездене, Кульме, Лейпциге, Лобресселе, Арси-сюр-Об и Париже
- 1831 г. — подавление польского мятежа: в составе 3-й кирасирской дивизии участвовал в сражениях при Грохове
- 10.05.1831 г. — участвовал в бою у Нура против польских войск Лубенского
- 14.05.1831 г. — участвовал в сражении при Остроленке
- 25-26.08.1831 г. — участвовал в штурме Воли и Варшавы в составе кавалерии генерала от кавалерии графа Витте.
- полк - активный участник Первой мировой войны. В частности, отличился в феврале 1915 г. в Карпатах[3].

## Походная церковь
Походная церковь при полку существовала с 1811 года. Церковь эта сопутствовала полку в Отечественную войну в 1812 году. При дислокации в Сумах, полку была отведена ветхая Введенская церковь под колокольней Сумской Покровской церкви, вмещавшая не более 50 человек молящихся.
- ??.??.1871 — ??.05.1873 — полковой священник Карп Прокопович Горбов
- ??.??.1890 — ??.??.1892 — протоиерей Александр Воскресенский
- ??.??.1892 — ??.??.1905 — священник Александр Евстратов
- ??.??.1901 — церковник Михаил Федорович Соколов (??.??.1875 — 12.06.1901)
- ??.??.1905 — ??.??.1906 — полковой священник Петр Алексеевич Дьяконов (??.??.1877 — 16.08.1906)
- ??.??.1906 — ??.??.1909 — полковой священник Георгий Иванович Ястремский[2]

## Известные военнослужащие полка

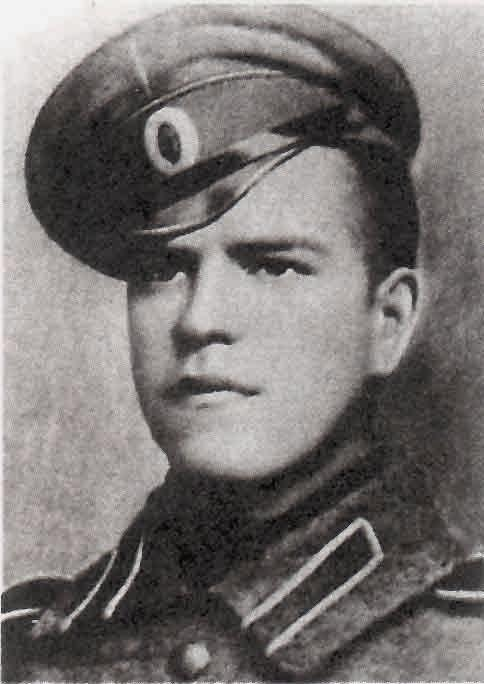
Г. К. Жуков, перед отправкой на фронт, в качестве унтер-офицера 10-го Драгунского Новгородского.

- Георгий Жуков — выдающийся советский военачальник, Маршал Советского Союза, служил в полку унтер-офицером во время Первой Мировой войны; дважды отмечен Георгиевскими крестами III и IV степени
- Шеховцев, Михаил Петрович — подполковник (1815 — 1820) гг., полковник (1820 — 1823) гг.
- Тупальский, Карл-Болеслав Владиславович  — служил в 10-м драгунском Новгородском полку с 29.06.1914 г. С 8.02.1916 г. назначен командиром  11-го драгунского Рижского полка

## Комментарии
1. ↑  Умер в должности. Высочайшим приказом от 19.10.1812 исключен из списков умершим.
2. ↑  Был тяжело ранен и попал в плен в ходе Бородинского сражения.
3. ↑  Погиб в сражении под Красным.
4. ↑  Умер в должности. Высочайшим приказом от 07.09.1831 исключен из списков умершим.